# Tipula bubiana
Tipula bubiana är en tvåvingeart som beskrevs av De Jong 1984. Tipula bubiana ingår i släktet Tipula och familjen storharkrankar. Inga underarter finns listade i Catalogue of Life.